# Stolzia leedalii
Stolzia leedalii är en orkidéart som beskrevs av Phillip James Cribb. Stolzia leedalii ingår i släktet Stolzia och familjen orkidéer. Inga underarter finns listade i Catalogue of Life.